# Henrik I av England
Henrik I, född 1068 eller 1069 i Selby, Yorkshire, England, död 1 december 1135 i Saint-Denis, Frankrike, var kung av England från 1100. Han var yngste son till Vilhelm Erövraren och Matilda av Flandern och gift med Edith av Skottland, som tog namnet Matilda.
Han kallades Henri Beauclerc på grund av sina lärda intressen, men även Rättvisans lejon på grund av de förbättringar han gjorde inom den tidens administration och lagväsende.
Han grep makten efter brodern Vilhelm Rufus död, vilket – praktiskt nog – inträffade under den andre brodern Robert Curthoses bortavaro på korståg. 
Hans regeringstid kännetecknades av hans anpassningsbara politiska kunskaper, de tidigare nämnda förbättringarna i styrelsemaskineriet, integrationen mellan anglosaxare och normander inom hans rike, hans enande av faderns områden och hans kontroversiella – men välgrundade – beslut att utnämna dottern till sin tronföljare. Han svarade även för den första definitionen av en yard.

## Hans tidiga liv
Henrik föddes mellan maj 1068 och maj 1069, troligtvis i Selby, Yorkshire i England. Hans mor, drottning Matilda av Flandern, uppkallade honom efter kung Henrik I av Frankrike. Som den yngste i familjen var det troligt att han skulle bli biskop och han fick omfattande utbildning för en ung adelsman vid denna tid. William av Malmesbury hävdar att Henrik en gång påpekade att en obildad kung är en krönt åsna. Han var troligtvis den förste normandiske kungen som kunde flytande engelska. 
Hans far, Vilhelm Erövraren, delade vid sin död 1087 upp sina ägor på följande sätt: Robert fick hertigdömet Normandie, Vilhelm fick kungadömet England och Henrik fick 5 000 silverpund. 
Orderic Vitalis skriver att fadern ska ha sagt till Henrik: Du ska inom sinom tid ha alla domänerna jag erövrat och bli mäktigare än båda dina bröder i både rikedom och makt."
Henrik spelade ut bröderna väl gentemot varandra. Slutligen blev de försiktigare inför hans manipulerande, så de enades och signerade ett tronföljarfördrag där de fastslog att om någon av dem skulle dö utan arvinge skulle den andre ärva honom så att faderns domäner skulle enas under den av de två som överlevde.

## Erövringen av den engelska tronen
Då Vilhelm II dödades av en pil under en jakt den 2 augusti 1100 var Robert på hemväg från Första korståget. Hans bortavaro, samt hans dåliga rykte hos de normandiska adelsmännen, fick Henrik att gripa nyckeln till de kungliga förråden i Winchester. Han erkändes som kung av de ledande baronerna och kröntes tre dagar senare, den 5 augusti i Westminster. Han säkrade sin position bland adelsmännen genom en stadga om eftergiftspolitik, Charter of Liberties, vilken betraktas som en föregångare till Magna Carta.

## Det första äktenskapet
Den 11 november 1100 gifte sig Henrik med Edith, dotter till kung Malcolm III av Skottland. Då Edith var brorsdotter till Edgar Atheling enade äktenskapet den normandiska kungalängden med den engelska. De normandiska baronerna var dock missnöjda med äktenskapet och som en eftergift till dem ändrade hon sitt namn till Matilda då hon blev drottning. Den andra sidan av detta mynt var dock att Henrik, tack vare detta äktenskap, accepterades i högre grad av det anglosaxiska folket.

## Erövringen av Normandie
Följande år, 1101, försökte Robert Curthose få tillbaka Englands krona genom att invadera landet. I Altonfördraget gick Robert med på att erkänna Henrik som Englands kung och fredligt återvända till Normandie för en årlig summa på 2 000 mark som Henrik skulle utbetala. 
År 1105 ledde Henrik, för att eliminera det fortsatt hotet från Robert och undanröja utflödet av hans skatteinkomster, sina trupper över Engelska kanalen. År 1106 krossade han broderns normandiska armé vid slaget vid Tinchebray i Normandie. Han fängslade brodern, först i Towern, senare i Devizes castle och slutligen i Cardiff. Henrik beslagtog hertigdömet Normandie som engelsk egendom och återförenade sin fars ägor. Han försökte minska oroligheterna i Normandie genom att gifta bort sin äldste son, William Adelin, med en dotter till greven Anjou, som var en farlig fiende.

## Agerande som kung
Henriks behov av ekonomiska medel för att stärka sin position ledde till ett ökad aktivitet inom en centraliserat styre. Som kung genomförde Henrik sociala och juridiska reformer såsom Charter of Liberties och återställandet av kung Edvard Bekännarens lagar.
Henrik är även känd för några grymma gärningar. Han kastade en gång en förrädisk borgare vid namn Conan Pilatus från tornet i Rouen; ett torn som sedan dess kallades "Conan's Leap" (ungefär  Conans språng). Ett annat exempel på hänsynslöshet ägde rum 1119, då kung Henriks svärson Eustace de Pacy och Ralph Harnec, ståthållare i Ivry, utbytt sina barn som gisslan. Då Eustace hade gjort Harnecs son blind krävde Harnec hämnd. Kung Henrik lät Harnec lemlästa och göra Eustaces två döttrar blinda – kungens egna dotterdöttrar. Eustace och hans hustru Juliane blev ursinniga och hotade att revoltera. Henrik bestämde möte med dottern, men hon drog upp en pilbåge och hotade att döda fadern. Hon tillfångatogs och spärrades in i slottet men flydde genom att hoppa från ett fönster ned i vallgraven. Några år senare försonades Henrik med dottern och svärsonen.

## Legitima barn
Henrik fick två barn med Edith/Matilda före hennes död 1118: Maud, född i februari 1102, och William Adelin, född i november 1103. Katastrofen inträffade då hans ende legitime son William Adelin omkom i det Vita skeppet, den 25 november 1120, utanför Normandies kust. Bland de övriga omkomna fanns även två av Henriks illegitima barn, liksom hans systerdotter Lucia-Mahaut de Blois. Henriks sorg var djup och tronföljden var i kris.

## Det andra äktenskapet
Den 29 januari 1121 gifte han sig med Adeliza, dotter till Godfrey, greve av Louvain, men äktenskapet blev barnlöst. Utan manliga arvingar tog kung Henrik det överraskande steget att få sina baroner att svära att acceptera hans dotter, Kejsarinnan Maud, änka efter Henrik V, tysk-romersk kejsare, som hans tronföljare. 

## Död och arv
Henrik besökte Normandie för att besöka sina unga dottersöner, Maud och Geoffreys barn. Han gladdes över barnbarnen, men grälade med dottern och svärsonen, och dessa meningsskiljaktigheter fick honom att dröja kvar i Normandie längre än vad som var tänkt.
Han dog av matförgiftning efter att ha ätit nejonögon i december 1135, i Saint-Denis i Normandie och begravdes senare i Reading Abbey, vilken han hade grundat fjorton år tidigare. 
Trots att Henriks baroner hade svurit lojalitet till hans dotter Maud som deras drottning, fick hennes kön och omgifte med Huset Anjou, en fiende till normanderna, dem att få Henriks systerson Stefan av Blois att komma till England och göra anspråk på tronen med stort stöd. 
Striden mellan kejsarinnan Maud och Stefan av Blois ledde till ett långt inbördeskrig kallat  Anarkin. Tvisten löstes slutligen då Stefan gjorde Mauds son Henrik, till sin tronarvinge 1153.

## Antavla
|                     |  |  |  |  |  |  |  |                     |  |  |  |  |  |  |  |                       |  |  |  |  |  |  |  | Rikard II av Normandie |
|                     |  |  |  |  |  |  |  |                     |  |  |  |  |  |  |  |                       |  |  |  |  |  |  |  |                        |
|                     |  |  |  |  |  |  |  |                     |  |  |  |  |  |  |  | Robert I av Normandie |  |  |  |  |  |  |  |                        |
|                     |  |  |  |  |  |  |  |                     |  |  |  |  |  |  |  |                       |  |  |  |  |  |  |  |                        |
|                     |  |  |  |  |  |  |  |                     |  |  |  |  |  |  |  |                       |  |  |  |  |  |  |  | Judit av Bretagne      |
|                     |  |  |  |  |  |  |  |                     |  |  |  |  |  |  |  |                       |  |  |  |  |  |  |  |                        |
|                     |  |  |  |  |  |  |  | Vilhelm Erövraren   |  |  |  |  |  |  |  |                       |  |  |  |  |  |  |  |                        |
|                     |  |  |  |  |  |  |  |                     |  |  |  |  |  |  |  |                       |  |  |  |  |  |  |  |                        |
|                     |  |  |  |  |  |  |  |                     |  |  |  |  |  |  |  |                       |  |  |  |  |  |  |  | Fulbert av Falaise     |
|                     |  |  |  |  |  |  |  |                     |  |  |  |  |  |  |  |                       |  |  |  |  |  |  |  |                        |
|                     |  |  |  |  |  |  |  |                     |  |  |  |  |  |  |  | Herleva               |  |  |  |  |  |  |  |                        |
|                     |  |  |  |  |  |  |  |                     |  |  |  |  |  |  |  |                       |  |  |  |  |  |  |  |                        |
|                     |  |  |  |  |  |  |  |                     |  |  |  |  |  |  |  |                       |  |  |  |  |  |  |  | Doda                   |
|                     |  |  |  |  |  |  |  |                     |  |  |  |  |  |  |  |                       |  |  |  |  |  |  |  |                        |
| Henrik I av England |  |  |  |  |  |  |  |                     |  |  |  |  |  |  |  |                       |  |  |  |  |  |  |  |                        |
|                     |  |  |  |  |  |  |  |                     |  |  |  |  |  |  |  |                       |  |  |  |  |  |  |  | Balduin IV av Flandern |
|                     |  |  |  |  |  |  |  |                     |  |  |  |  |  |  |  |                       |  |  |  |  |  |  |  |                        |
|                     |  |  |  |  |  |  |  |                     |  |  |  |  |  |  |  | Balduin V av Flandern |  |  |  |  |  |  |  |                        |
|                     |  |  |  |  |  |  |  |                     |  |  |  |  |  |  |  |                       |  |  |  |  |  |  |  |                        |
|                     |  |  |  |  |  |  |  |                     |  |  |  |  |  |  |  |                       |  |  |  |  |  |  |  | Otgiva av Luxemburg    |
|                     |  |  |  |  |  |  |  |                     |  |  |  |  |  |  |  |                       |  |  |  |  |  |  |  |                        |
|                     |  |  |  |  |  |  |  | Matilda av Flandern |  |  |  |  |  |  |  |                       |  |  |  |  |  |  |  |                        |
|                     |  |  |  |  |  |  |  |                     |  |  |  |  |  |  |  |                       |  |  |  |  |  |  |  |                        |
|                     |  |  |  |  |  |  |  |                     |  |  |  |  |  |  |  |                       |  |  |  |  |  |  |  | Robert II av Frankrike |
|                     |  |  |  |  |  |  |  |                     |  |  |  |  |  |  |  |                       |  |  |  |  |  |  |  |                        |
|                     |  |  |  |  |  |  |  |                     |  |  |  |  |  |  |  | Adele av Frankrike    |  |  |  |  |  |  |  |                        |
|                     |  |  |  |  |  |  |  |                     |  |  |  |  |  |  |  |                       |  |  |  |  |  |  |  |                        |
|                     |  |  |  |  |  |  |  |                     |  |  |  |  |  |  |  |                       |  |  |  |  |  |  |  | Constance av Arles     |
|                     |  |  |  |  |  |  |  |                     |  |  |  |  |  |  |  |                       |  |  |  |  |  |  |  |                        |

## Illegitima barn
Kung Henrik är känd för rekordet i antal kända illegitima barn födda till någon engelsk kung, omkring 20 eller 25. Han hade många älskarinnor och att identifiera vilken älskarinna som är mor till vilket barn är svårt. 
Hans illegitima avkommor som det finns uppgifter om är: 
1. Robert FitzRoy. Hans mor tillhörde troligtvis familjen Gai.
2. Sibylla FitzRoy, gift med kung Alexander I av Skottland. Troligtvis dotter till Sibyl Corbet.
3. Reginald FitzRoy. Hans mor var Sibyl Corbet.
4. Maud FitzRoy, gift med Duke Conan III av Bretagne
5. Richard FitzRoy, omkom i förlisningen av det Vita skeppet. Hans mor var Ansfride.
6. Fulk FitzRoy, en munk vid Abingdon. Hans mor kan ha varit Ansfride.
7. Juliane FitzRoy, gift med Eustace de Pacy. Hon försökte döda fadern med pilbåge efter att han tillåtit att hennes små döttrar hade gjorts blinda. Hennes mor kan ha varit Ansfride.
8. Matilda FitzRoy, gift med greve Rotrou II av Perche, omkom i det Vita skeppets förlisning. Hennes mor var Edith.
9. Constance FitzRoy, gift med Roscelin de Beaumont
10. Henry FitzRoy, död 1157. Hans mor var prinsessan Nest ferch Rhys.
11. Mabel FitzRoy, gift med William III Gouet
12. Aline FitzRoy, gift med Matthieu I av Montmorency
13. Isabel FitzRoy, dotter till Isabel de Beaumont, syster till Robert de Beaumont, 2nd Earl of Leicester.
14. Matilda FitzRoy, abbedissa i Montvilliers.
15. Adeliza FitzRoy. förekommer i förteckningar tillsammans med sin bror Robert (nedan, hon var troligtvis dotter till Eda FitzForne).
16. Robert FitzRoy, död 1172. Hans mor var Eda FitzForne.
17. William de Tracy, dog kort efter kung Henrik.
18. Gilbert FitzRoy, dog efter 1142. Hans mor kan ha varit syster till Walter de Gand.
19. Affrica av Galloway, drottning över Isle of Man.